# Hejnał Białogardu

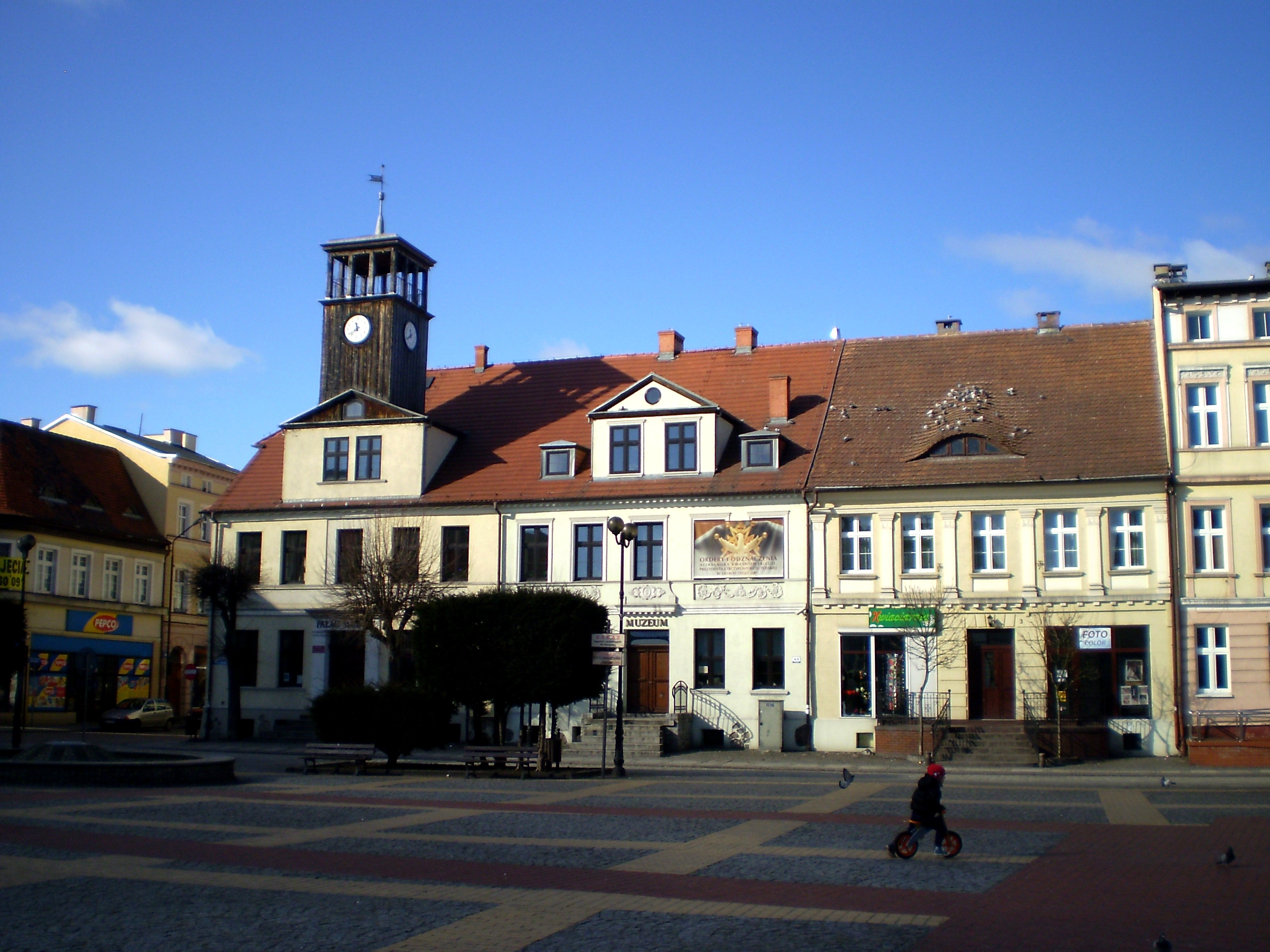
Stary Ratusz w Białogardzie, z którego codziennie o 12:00 rozbrzmiewa hejnał miasta

Hejnał Białogardu - autorem jest Paweł Mielcarek, białogardzianin. Hejnał trwa 45 sekund. Gra go trębacz w południe w Białogardzie. Hejnał w zwykłe dni odtwarzany jest z zapisu cyfrowego, natomiast w święta i wyjątkowe dni dla miasta  wygrywa go na żywo muzyk   z wieży Starego Ratusza, który stoi na Placu Wolności. Hejnału można słuchać od początku bożonarodzeniowego tygodnia w 2013.